# Eleocharis dietrichiana
Eleocharis dietrichiana är en halvgräsart som beskrevs av Johann Otto Boeckeler. Eleocharis dietrichiana ingår i släktet småsäv, och familjen halvgräs. Inga underarter finns listade i Catalogue of Life.